# Blood, Sweat & Tears (album Blood, Sweat & Tears)
Blood, Sweat & Tears – drugi album studyjny zespołu Blood, Sweat & Tears, wydany 11 listopada 1968 roku w Stanach Zjednoczonych nakładem Columbia Records jako LP.
1 lutego 1969 roku album doszedł do 1. miejsca na liście Billboard 200. 10 kwietnia tego samego roku zdobył w Stanach Zjednoczonych certyfikat złotej płyty, zaś 5 kwietnia 2001 roku – poczwórnej platynowej płyty za 4 miliony sprzedanych egzemplarzy.
W 1970 roku zdobył Nagrodę Grammy w kategorii Album roku.

## Album

### Historia i muzyka
Po nagraniu debiutanckiego albumu doszło do przetasowań w składzie zespołu; odszedł jego współzałożyciel Al Kooper oraz trębacze i flugelhorniści: Randy Brecker i Jerry Weiss. Jednocześnie Clive Davis, prezes Columbia Records stwierdził, iż pomysły muzyczne zespołu nadal mu się podobają i ma on poparcie wytwórni. Mając to na uwadze muzycy rozpoczęli poszukiwania nowych członków. Pierwszym zadaniem było znalezienie głównego wokalisty. Wybór padł na Kanadyjczyka, Davida Claytona-Thomasa, prowadzącego dotychczas własny zespół. Wokalista pomyślnie przeszedł przesłuchania zostając nowym członkiem Blood, Sweat & Tears. Kolejnymi jego członkami zostali: Lew Soloff, Chuck Winfield i Jerry Hyman. Różnorodne doświadczenia muzyczne członków zespołu znalazły wyraz w eklektycznym repertuarze, od Motown do Erika Satie, od Billie Holiday do Laury Nyro. Album wykazywał pewne podobieństwo do swego poprzednika będąc muzyczną mieszanką elementów klasycznych, jazzowych i rockowych, nadal występowało współdziałanie między sekcją dętą a instrumentami klawiszowymi, nawet jeśli na tych instrumentach grały różne osoby. Nawet Kooper był wciąż obecny, tym razem jako aranżer dwóch utworów, zwłaszcza „You've Made Me So Very Happy”. 

## Lista utworów
Lista i informacje według Discogs:
Side 1
| 1. | Variations On A Theme By Erik Satie (1st And 2nd Movements) Erik Satie | 2:33  |
|    |                                                                        |       |
| 2. | Smiling Phases C. Wood – J. Capaldi – S. Winwood                       | 5:08  |
|    |                                                                        |       |
| 3. | Sometimes In Winter S. Katz                                            | 3:08  |
|    |                                                                        |       |
| 4. | More And More P. Vee – D. Juan                                         | 3:03  |
|    |                                                                        |       |
| 5. | And When I Die L. Nyro                                                 | 4:04  |
|    |                                                                        |       |
| 6. | God Bless The Child B. Holiday – A. Herzog Jr.                         | 5:57  |
|    |                                                                        |       |
|    |                                                                        | 23:53 |
|    |                                                                        |       |
Side 2
| 1. | Spinning Wheel D. C. Thomas                                                        | 4:06  |
|    |                                                                                    |       |
| 2. | You've Made Me So Very Happy B. Gordy, Jr. – B. Holloway – P. Holloway – F. Wilson | 4:18  |
|    |                                                                                    |       |
| 3. | Blues – Part II Blood, Sweat and Tears                                             | 11:55 |
|    |                                                                                    |       |
| 4. | Variation On A Theme By Erik Satie (1st Movement)                                  | 1:37  |
|    |                                                                                    |       |
|    |                                                                                    | 21:56 |
|    |                                                                                    |       |
W 2000 roku nakładem Sony Music/Legacy Recordings ukazało się na CD zremasterowane wydanie oryginalnej płyty, poszerzone o dwa utwory bonusowe:
- More And Nore (live)
- Smiling Faces (live)

### Muzycy
- Fred Lipsius – saksofon altowy, fortepian
- Chuck Winfield – trąbka, skrzydłówka
- Lew Soloff – trąbka, skrzydłówka
- Jerry Hyman – puzon, flet prosty
- David Clayton-Thomas – główny wokal
- Dick Halligan – organy, fortepian, flet, puzon, śpiew
- Steve Katz – gitara, harmonijka ustna, śpiew
- Bobby Colomby – perkusja, instrumenty perkusyjne, śpiew
- Jim Fielder – gitara basowa

### Produkcja
- James William Guercio – produkcja
- Dick Halligan, Fred Lipsius, Al Kooper – aranżacja
- Timothy Quay, Bob Cato – okładka
- Harrie George – zdjęcia w środku
- John Berg – projekt

## Odbiór

### Opinie krytyków
| Oceny łączne                       | Oceny łączne |
| Publikacja                         | Ocena        |
| ---------------------------------- | ------------ |
| Album of the Year                  | 90/100       |
| Recenzje                           |              |
| Publikacja                         | Ocena        |
| AllMusic                           | [ 6 ]        |
| Prog Archives                      | 3.79/5.0     |
| The New Rolling Stone Record Guide | [ 9 ]        |
| The New Rolling Stone Album Guide  | [ 10 ]       |

Według Williama Ruhlmanna z magazynu AllMusic różnica między Blood, Sweat & Tears a poprzednim długogrającym albumem grupy, Child Is Father to the Man, to „różnica między monumentalnym bestsellerem a płytą, która była "tylko" ogromnym sukcesem u krytyki”. Takie utwory jak: „You've Made Me So Very Happy”, „Spinning Wheel”, „And When I Die” czy „God Bless the Child” stanowiły repertuar, na którym – zdaniem autora – Blood, Sweat & Tears mógł zbudować swoją karierę, choć nigdy potem udało mu się powtórzyć sukcesu tego albumu.
Negatywnie natomiast ocenił album Jon Landau z magazynu Rolling Stone; jego zdaniem  „większość wysiłków muzyków zmierzających do połączenia różnych stylów była bardziej niż fatalna. Być może pomyśleli oni, że lepiej będzie zachować integralność każdego stylu i połączyć je bez mieszania. Niestety, jedynym rezultatem takiego podejścia może być pastisz stylów, które są dopasowane do siebie w sztuczny sposób. Elementy ich aranżacji często mają ze sobą niewielki związek muzyczny. Słuchacz ulega złudzeniu, że słyszy coś nowego, podczas gdy w rzeczywistości słyszy mierny rock“. W opinii autora pierwszy album zespołu był, dzięki piosenkom Ala Koopera „znacznie lepszy niż nowy materiał“.

### Listy tygodniowe
| Kraj              | Lista           | Pozycja |
| ----------------- | --------------- | ------- |
| Wielka Brytania   | UK Albums Chart | 15      |
| Stany Zjednoczone | Billboard 200   | 1       |

### Certyfikaty
10 kwietnia 1969 roku album zdobył w Stanach Zjednoczonych certyfikat złotej płyty, zaś 5 kwietnia 2001 roku – poczwórnej platynowej płyty za 4 miliony sprzedanych egzemplarzy.
Certyfikat złotej płyty (za 0,5 miliona sprzedanych egzemplarzy) zdobyły również trzy pochodzące z albumu single: „You've Made Me So Very Happy” (12 czerwca 1969), „Spinning Wheel” (23 lipca 1969) i „And When I Die” (14 stycznia 1970)

### Nagrody
- W 1970 roku album zdobył nagrodę Grammy w kategorii: Album roku. Jednocześnie utwór „Variations On A Theme By Erik Satie” zdobył nagrodę w kategorii: Best Contemporary Instrumental Performance[15].